# Ліберика
Кава ліберійська  (Cofféa liberica) — вид рослини родини маренові, із плодів якого виготовляють сорт кави ліберика, третій за значенням у світі за популярністю після арабіки і робусти. Ліберика характеризується незначним вмістом кофеїну. Родом із західноафриканської країни Ліберія.

## Про кавовий напій
Зерна ліберики не такі якісні, як арабіки чи робусти, тож використовуються здебільшого для приготування різних сумішей та мазей. Смак кави різкий та гіркий, тому її можуть домішувати до інших сортів, але окремий напій  готують рідко.
Зерна ліберики мають унікальний аромат, що складається з квіткових і фруктових нот, з повним тілом, яке має «димний» смак; ті, хто пив каву ліберіка, кажуть, що вона не схожа на будь-яку каву, яку вони коли-небудь пробували, оскільки надто «деревна».

## Опис рослини
Невелике вертикальне вічнозелене дерево або чагарник, що росте у висоту на 5–17 метрів і виробляє плодів більше, ніж арабіка. Листя зелене, довжиною 15–35 см, 6–15 см завширшки, від подовжено-яйцеподібної форми до еліптичної, загострене і шкірясте в текстурі. Квіти поодинокі. Достиглі ягоди блідо-червоні, від 1 до 2 см в довжину, їх поширюють птахи, кажани і гризуни.
Форма бобів ліберики є унікальною серед інших промислових видів: асиметрична, одна сторона коротша за іншу, із характерним «гачком» на кінчику. Центральна борозна також більш зубчаста порівняно з іншими кавовими зернами.
Кавові зерна ліберики набагато більші за розміром за зерна арабіки та робусти. Через рідкість і обмежену пропозицію вартість звичайних бобів ліберики є вищою, а боби преміум-класу мають більшу ціну.

## Поширення
Ця кава була завезена в Індонезію, щоб замінити убиті хворобою рослини кави арабіки в кінці 19-го століття. Кава ліберійська схожа на робусту. Вона як і раніше росте в центральній і східній Яві. Також Каву ліберійську вирощують на Філіппінах.
Сорт ліберика комерційно культивований на Філіппінах після того, як його привезли в місто Ліпа в 1740-х роках іспанські монахи та був основним видом кави, який вирощували на островах у колоніальний період. Ліберику експортували до західних країн, де ціна на неї у п'ять разів перевищувала ціни кавових зерен інших видів. Під час всесвітньої пандемії кавової іржі наприкінці 19 століття плантації C. liberica на Філіппінах вижили довше, ніж плантації арабіки та робусти. Але згодом і вони піддалися хворобі, що призвело до краху кавової промисловості на островах. C. liberica місцево відомий як капенг барако (ісп. café verraco). Його все ще високо цінують і широко вирощують на Філіппінах, хоча переважно лише для місцевого ринку. Сьогодні Батангас і сусідня провінція Кавіте є основними виробниками філіппінського сорту ліберики.